# 日本家畜商協会
一般社団法人日本家畜商協会（にほんかちくしょうきょうかい）は、家畜商で構成された一般社団法人。1947年（昭和22年）設立。
家畜商に関する啓蒙、啓発活動や家畜商の利益を守るための政治活動、ロビー活動などを行っている。法律上は強制入会制度はとっておらず、加入は各家畜商の任意である。
2009年4月から中川昭一が非常勤の会長を務めていたが、同年8月の選挙落選で辞任。10月からは改めて常勤の会長に就任し報酬を得ながら勤務する予定だったが、民主党が公益法人の役員人事凍結の方針を打ち出したため、死去直前の9月下旬にその話も立ち消えになっていた。
現在の会長は白石綱吉。
所在地は東京都中央区新川2-6-16馬事畜産会館7F。